# Kim Johnsson
Kim Emil Jörgen Johnsson (* 16. března 1976 Malmö) je bývalý švédský lední hokejista, obránce. Se švédskou reprezentací vyhrál mistrovství světa v roce 1998. Krom toho má ze světových šampionátů tři bronzy (1999, 2001, 2002). Na mistrovství světa 2001 byl vyhlášen nejlepším obráncem turnaje. Má též stříbro z mistrovství světa juniorů 1996. Zúčastnil se také Světového poháru 2004 a olympijských her v Salt Lake City roku 2002. Byl nominován i na olympiádu do Turína v roce 2006, ale z osobních důvodů nominaci odmítl. Za národní tým odehrál 98 zápasů. Švédskou nejvyšší soutěž hrál za Malmö Redhawks (1993–1999). Třináct sezón strávil v severoamerické NHL, kde hrál za New York Rangers, Philadelphia Flyers, Minnesota Wild a Chicago Blackhawks. Během výluky NHL v roce 2005 hrál za klub HC Ambrì-Piotta nejvyšší švýcarskou soutěž. S Blackhawks vyhrál Stanley Cup v roce 2010. Na jeho zisku se podílel osmi zápasy, poté utrpěl zranění hlavy, po němž se již nikdy na led nevrátil. Blackhawks nenechaly vyrýt jeho jméno na vítězný pohár, protože nenastoupil ve vyřazovací části. Jeho celková bilance v základní části NHL je: 739 zápasů, 284 bodů, 67 branek. Ve vyřazovací části: 43 utkání, 12 bodů, 2 góly.